# Károly I của Hungary
Károly I của Hungary (tiếng Hungary: I. Károly, tiếng Croatia: Karlo I, tiếng Slovak: Karol I, tiếng Pháp: Charles I, tiếng Ý: Carlo I; 1288, Napoli, Ý - 16 tháng 7 năm 1342, Visegrád, Hungary), hay Károly Róbert, Caroberto, Karlo Robert, Karol Róbert, Carlo Roberto, Charles Robert, là Vua Hungary và Croatia (1308-1342). Ông là một thành viên của nhà Anjou - Hungary, hậu duệ theo họ nội của Nhà Capet ở Anjou (Anjou-Sicilia) và là hậu duệ theo họ ngoại của nhà Árpád. Khi được trao quyền thừa kế ngai vàng của Vương quốc Hungary năm 1301 với sự ủng hộ của giáo hoàng Boniface VIII, ông gặp phải nhiều sự chống đối, và ông không xưng vương cho tới năm 1308. Là một quân vương có tài năng và sùng đạo, Károly xây dựng một vương quốc Hungary hùng mạnh. Việc thành lập liên minh với Ba Lan làm cho ông có thể chiến thắng cả Đế quốc La Mã Thần thánh và người Áo. Ông thất bại trong việc hợp nhất Hungary và Napoli. Năm 1332, vương tử Lajos, con trai trưởng của ông, được phong làm người thừa kế ngai vàng Ba Lan.